# Jonone
Die Jonone (von altgriechisch ἴον ion "Veilchen", auch Ionone, Betonung auf der zweiten Silbe: Jonone) bilden eine Stoffgruppe, die die Einzelsubstanzen α-, β- und γ-Jonon umfasst und von Terpenen abgeleitet sind. Die Substanzen haben einen veilchenartigen Geruch und sind weit verbreitete Naturstoffe, die in vielen Pflanzen vorkommen.

## Vorkommen
Alle drei Jononarten sind in Ölen diverser Pflanzen, insbesondere in Beeren, Tee und Tabak, gefunden worden. Veilchenöl enthält ca. 22 % α-Jonon, β-Jonon wird beispielsweise im Hennastrauch gefunden, die Tamarinde enthält γ-Jonon. β-Jonon ist ein Abbauprodukt von β-Carotin.
Vom α-Jonon werden beide Enantiomere [(R)-α-Jonon und (S)-α-Jonon] in der Natur gefunden.
Eine Übersicht über die Einzelsubstanzen und deren Eigenschaften gibt die folgende Tabelle.
| Gefahrensymbol |

| Gefahrensymbol |

| keine Einstufung verfügbar |

## Gewinnung und Darstellung
Die Jonone können entweder aus entsprechenden Pflanzenölen gewonnen oder auch synthetisch hergestellt werden.

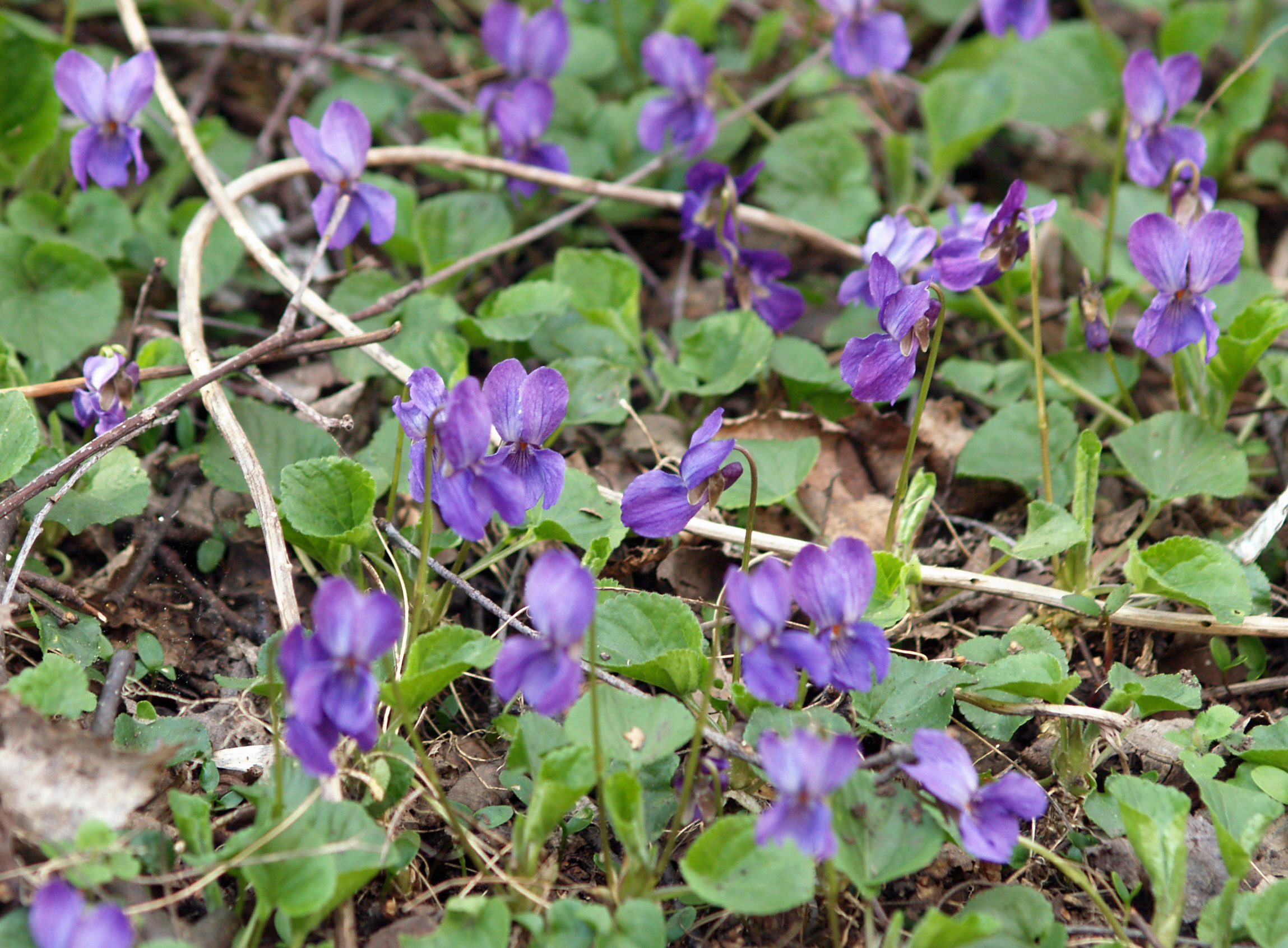
Veilchenöle – z. B. aus dem Parma- und Viktoria-Veilchen (Viola odorata) – enthalten Jonone.

1893 wurde von Wilhelm Haarmann für die Firma Haarmann & Reimer ein Verfahren zu Synthese von α- und β-Jonon aus Citral entwickelt und patentiert. Danach wird Citral im basischen Milieu mit Aceton kondensiert. Hierbei entsteht Pseudojonon.
Dieses lässt sich beim Erwärmen mit verdünnter Säure zu einem Gemisch aus α- und β-Jonon cyclisieren.
Je nach Reaktionsbedingungen ändert sich das Verhältnis von α- zu β-Jonon. Bei der Cyclisierung mit Phosphorsäure entsteht hauptsächlich α-Jonon, mit Schwefelsäure β-Jonon.
Durch die Umsetzung von Pseudojonon mit Bortrifluorid und konzentrierter Essigsäure lässt sich mit hoher Ausbeute reines β-Jonon herstellen.
Durch Ultraviolettstrahlung lässt sich die normalerweise in der trans-Konfiguration vorliegende Doppelbindung der Seitenkette in die cis-Konfiguration überführen.

## Biosynthese

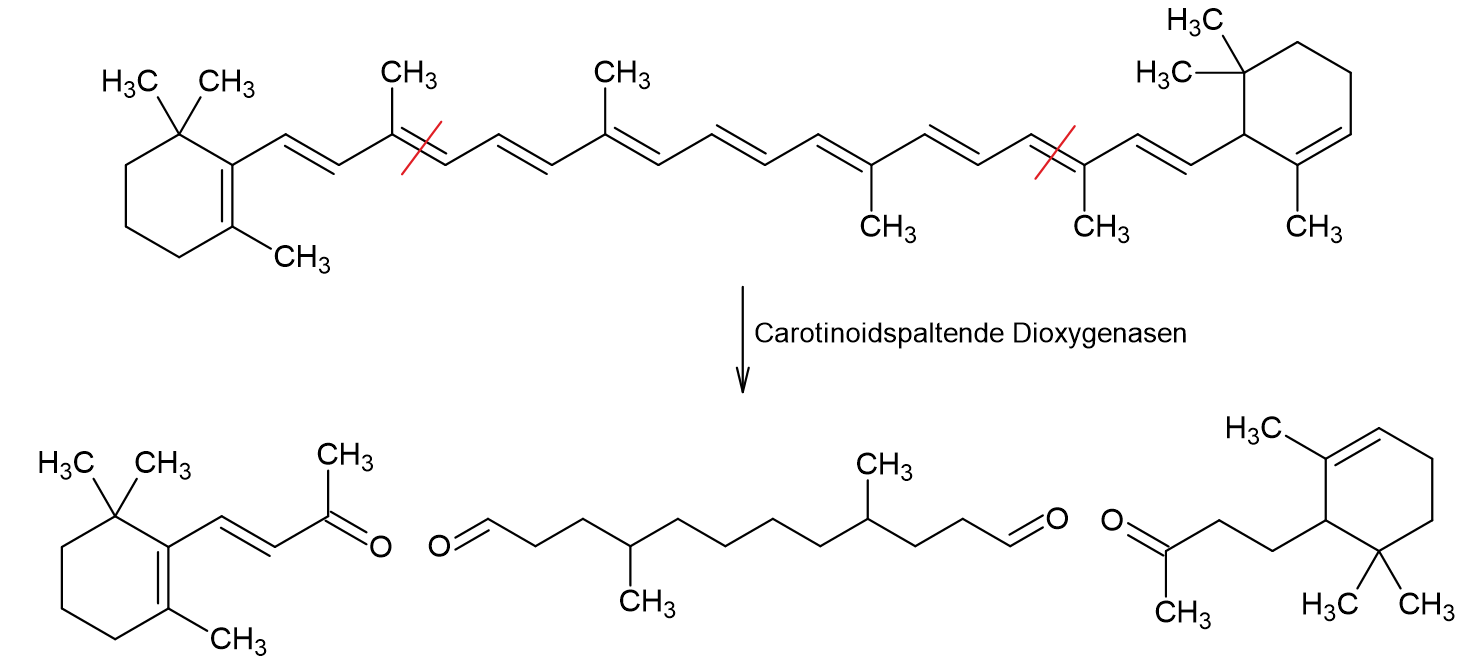
Synthese von α- und β-Jonon durch carotinoidspaltende Dioxygenasen (CCDs) beispielhaft dargestellt ausgehend von α-Carotin.

Die Duftkomponenten α- und β-Jonon sind C13-Apocarotinoide. Apocarotinoide werden in zahlreichen Pflanzen durch die oxidative Spaltung von Carotinoiden durch Enzyme aus der Familie der carotinoidspaltenden Dioxygenasen (Carotenoid Cleavage Dioxygenases, CCD) synthetisiert. So wurde gezeigt, dass die Subfamilie CCD1 in Petunien (Petunia) und der Süßen Duftblüte (Osmanthus fragrans) die Doppelbindungen in 9,10 und/oder 9‘,10‘-Position von C40-Carotinoiden spalten. Dies geschieht in O. fragrans besonders an den in hoher Konzentration vorhandenen Pigmenten α- und β-Carotin. Studien legen die Existenz von weiteren Synthesen von α- und β-Jonon durch andere CCD-Enzyme in verschiedenen Pflanzen und in O. fragrans nahe.

## Verwendung
Jonon wird in großen Mengen in der Riechstoffindustrie, zumeist in Blumen- oder Phantasie-Kompositionen, eingesetzt. Je nach Anwendungsbereich werden hier Isomerengemische oder einzelne Isomere, welche sich alle im Duft unterscheiden, verwendet. Auch für die Herstellung von Aromen werden im geringeren Umfang Jonone eingesetzt.
Auch dienen sie zur Herstellung der in der Parfümerie wichtigen Damascenonen und Isomethyljononen (α-Isomethylionon).
β-Jonon ist außerdem eine wichtige Ausgangssubstanz für die Produktion von Retinol und Carotinen.

## Biologische Bedeutung
Jonone können vom Menschen noch in sehr geringen Konzentrationen gerochen werden. Für β-Jonon liegt die Geruchsschwelle bei 10−7 mg pro Liter Luft oder 0,1 ppb, für (R)-γ-Jonon bei 11 ppb und bei (S)-γ-Jonon 0,07 ppb.

## Sicherheitshinweise
Der LD50-Wert (Ratte, oral) liegt für α-Jonon bei 4590 mg·kg−1, für β-Jonon bei 2920 mg·kg−1.
Jonone besitzen ein allergenes Potential und sollten deshalb wenn möglich mit Handschuhen gehandhabt werden.
α-Jonon ist außerdem in der Wassergefährdungsklasse 2 (wassergefährdend) eingeteilt.